# Congreso Nacional de Canarias
El Congreso Nacional de Canarias (CNC) es un partido político independentista de las Islas Canarias, España.

## Ideología y objetivos
El CNC apoya la independencia de las Islas Canarias, que considera que es la colonia africana más antigua en poder de una potencia europea. El partido se opone a la Zona de Libre Comercio de Canarias, rechaza cualquier tipo de estatuto de autonomía y propone la salida de la Unión Europea.
Cabe destacar el estrecho vínculo entre el CNC y el grupo terrorista MPAIAC, con elementos de hibridación entre ambas organizaciones. Cabe destacar que el MPAIAC cesó su actividad en 1979 y el CNC fue fundado en 1986 por Antonio Cubillo, exsecretario general también del MPAIAC, después de su regreso de Argel. En los años 70 el brazo político del MPAIAC fue el Partido de los Trabajadores Canarios.
El logotipo del CNC consiste en la letra bereber "Z", reflejando la política amaziguista de "volver a las raíces amazigh."

## Historia
El CNC consiguió representación institucional en una ocasión, en las elecciones 1987. Ganó 819 votos (6.47%) en el municipio de Arrecife (Lanzarote) y ganó un concejal. En 1991, el CNC formó una coalición con el FREPIC-AWAÑAK con la denominación "Coalición Canarias por la Independencia". Aun así, el CNC obtuvo menos votos que cuando concurría en solitario. Actualmente, no participa en los procesos electorales de las Islas Canarias y muestra pocas señales de actividad política.
La juventud del Congreso Nacional de las Canarias fue el grupo que hoy es conocido como Azarug. En 1992 Azarug se separó del partido CNC e inició su propio recorrido. Finalmente, en enero de 2009 el Congreso Nacional de las Canarias formó su propia sección juvenil nueva con la denominación Juventudes del Congreso Nacional de Canarias (JCNC). Desde la muerte de Cubillo en 2012 CNC participa en los homenajes. Esto último ha sido rechazado por partidos como el PSOE y por los familiares del policía asesinado por el MPAIAC.
En 2019 CNC se suma al proyecto de Unidad Independentista Canaria, junto con otros partidos como Alternativa Nacionalista Canaria y Unidad del Pueblo, una de las expresiones de este proceso es la coalición Ahora Canarias.